# Парок
Парок — река в России, протекает в Гайнском районе Пермского края (исток и первые метры течения в Койгородском районе Республики Коми). Устье реки находится в 14 км по правому берегу реки Парманка. Длина реки составляет 17 км.
Исток реки близ границы Республики Коми и Кировской области в 28 км к западу от посёлка Усть-Чёрная. Река течёт на северо-восток, приток Лён (левый). Всё течение проходит по ненаселённому лесному массиву. Ширина реки у устья — 10 метров.

## Данные водного реестра
По данным государственного водного реестра России относится к Камскому бассейновому округу, водохозяйственный участок реки — Кама от истока до водомерного поста у села Бондюг, речной подбассейн реки — бассейны притоков Камы до впадения Белой. Речной бассейн реки — Кама.
По данным геоинформационной системы водохозяйственного районирования территории РФ, подготовленной Федеральным агентством водных ресурсов:
- Код водного объекта в государственном водном реестре — 10010100112111100001709
- Код по гидрологической изученности (ГИ) — 111100170
- Код бассейна — 10.01.01.001
- Номер тома по ГИ — 11
- Выпуск по ГИ — 1